# James Abercrombie (1er baronnet)
Pour les articles homonymes, voir James Abercrombie (homonymie) et Abercrombie.
James Abercrombie, 1er baronnet (décédé le 14 novembre 1724), d'Édimbourg, est un officier de l'armée britannique et un homme politique écossais qui siège à la Chambre des communes de Grande-Bretagne en 1710.

## Biographie
Il est le fils illégitime de James Hamilton (4e duc de Hamilton). Il rejoint le Royal Scots en tant qu'enseigne le 24 mai 1696 et combat à la bataille de Blenheim en 1704 comme aide de camp de George Hamilton (1er comte d'Orkney). Il devient major en 1706 et capitaine le 31 mai 1707. Il est créé baronnet le 21 mai 1709. Il est ensuite capitaine et lieutenant-colonel dans les Coldstream Guards de 1710 à 1711.
Il est élu sans opposition en tant que député de Dysart Burghs lors d'une élection partielle le 16 janvier 1710 et occupe le siège jusqu'à la dissolution du parlement le 21 septembre 1710. Il choisit de ne pas se présenter aux élections et son successeur en tant que député de Dysart Burghs, James Oswald, est élu sans opposition lors des élections générales britanniques de 1710.
Il devient lieutenant-colonel le 20 mars 1711 et colonel breveté le 1er novembre 1711. Le 24 octobre 1712, il devient major de la ville (lieutenant-gouverneur) de Dunkerque et, à ce titre, supervise l'évacuation des forces françaises et l'installation d'une garnison britannique, occupant le poste pour le reste de sa vie. Il est commissaire chargé d'inspecter la démolition des fortifications de Dunkerque de 1713 à 1716, accumulant d'importants arriérés de rémunération et d'indemnités. Il a passé un certain temps à courir après ce qui lui était dû et a dû vendre son régiment pour joindre les deux bouts.
Abercrombie était probablement célibataire et est décédé sans descendance à son domicile de Charing Cross le 14 novembre 1724. La titre de baronnet s'est éteint à sa mort.